# Stefánshellir
Stefánshellir är en  lavatunnel, i lavafältet Hallmundarhraun i Västlandet i Island.
Stefánshellir bildades samtidigt med Hallmundarhraun genom ett vulkanutbrott vid Langjökull omkring 935–940. Grottan består av en huvudgång, cirka sju meter hög och tretton meter bred, som går rakt i cirka 300 meter, varefter den grenar ut sig i en labyrint av krokiga gångar. Den totala längden av hela grottsystemet är cirka 1520 meter.
Stefánshellir och Surtshellir är delar av samma ursprungliga grotta och det skiljer mindre än 35 meter mellan Stefánshellirs södra ände och norra änden av Surtshellir. De båda grottorna har alltså separerats genom ras. Stefánshellir upptäcktes omkring 1920 av bonden Stefán Ólafsson och fick namn efter honom, men blev inte känd förrän i början på 1950-talet. Nära ingången fanns vid upptäckten ett litet röse.